# Пљачка Рима 546.
Пљачка Рима из 546. године део је Готског рата. Остроготи освајају италијанску престоницу и успевају да је задрже само годину дана. Тотила ће поново освојити Рим 550. године.

## Опсада и пљачка
Остроготи су Рим изгубили на самом почетку Готског рата. До опсаде Рима је дошло осам година након прве неуспешне опсаде. Остроготе је овога пута водио способни краљ Тотила. Командант византијског гарнизона у Риму био је Бесас. Према наводима Прокопија, Бесас је ускладиштио жито за дугу опсаду, али је, за разлику од Велизара, одбио дозволити цивилима да напусте град због чега је завладала масовна глад и канибализам. Покушај папе Виргилија, који се склонио у Сиракузу, да граду достави жито са Сицилије је спречила остроготска морнарица исто као и покушај Велизара да деблокира престоницу Италије.
Остроготи су на крају заузели Рим 17. децембра 546. године. За освајање Рима могу захвалити издају изауријских војника који су пустили Остроготе кроз капију Порта Асинарија. Већина бранитеља и грађана се успела извући. Њих пет стотина пронашло је сигурно уточиште у црквама, док су Остроготи, по Прокопију, убили само 26 војника и 60 цивила. Тотила је након тога одлучио да уништи град и „претвори га у пашњак“. Међутим, задовољио се тиме да сруши трећину бедема, те је са војском кренуо у освајање византијских поседа у Апулији. У пролеће 547. године, Велизар је поново освојио град. Град ће поново преузети Тотила, након дуже опсаде 550. године.